# Aimé Desimpel

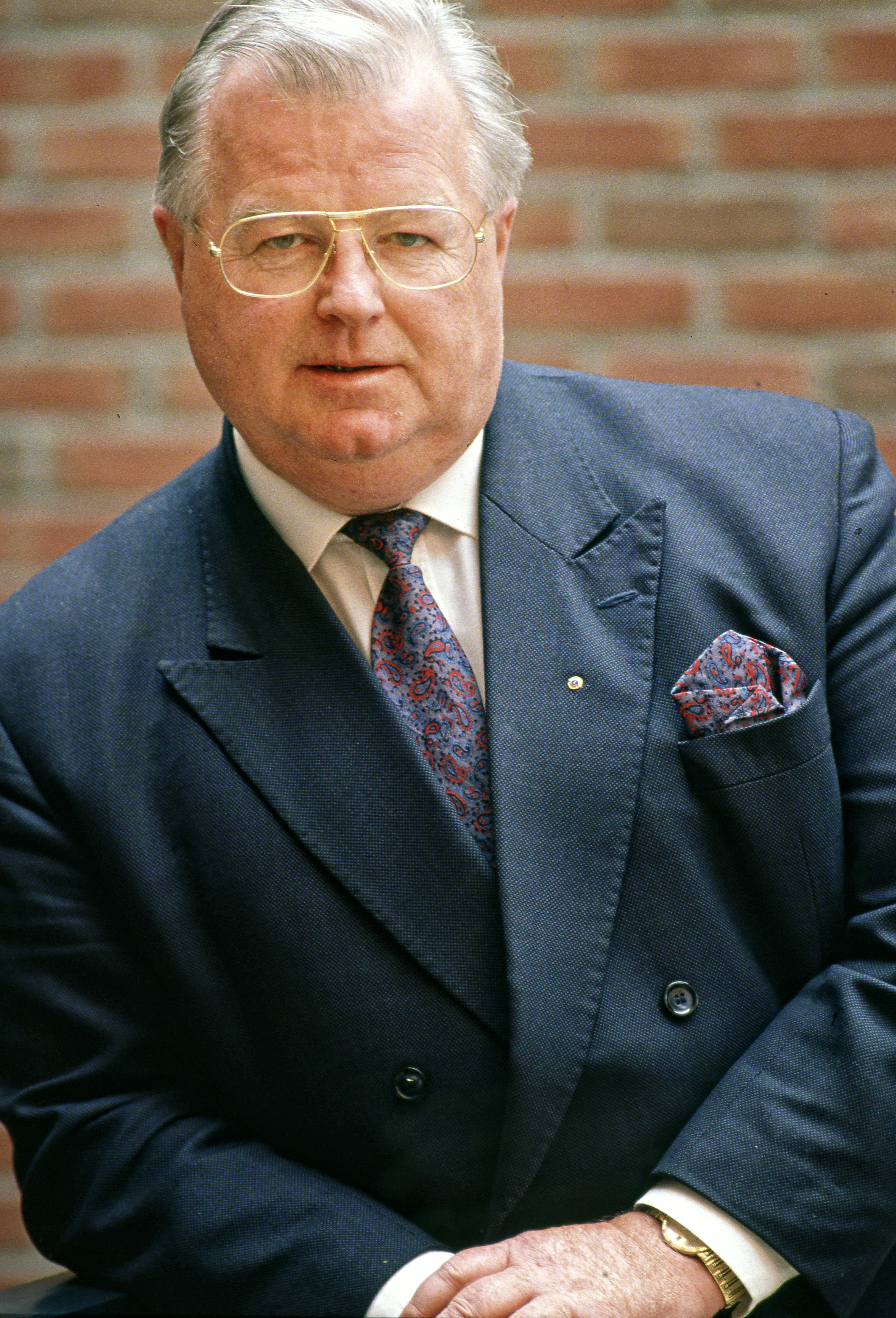
Aimé Desimpel, ca. 1998.

Aimé Leon Urbain Joseph Desimpel (Izegem, 5 maart 1941 – Oostende, 22 september 2002) was een Belgische ondernemer en politicus. Hij zetelde sinds 1995 voor de VLD in de Kamer van volksvertegenwoordigers. Hij was bekend als ondernemer, hotelier, kunstpromotor en havenbestuurder.

## Ondernemer
Desimpel maakte, samen met zijn broer Luc Desimpel, van het artisanaal baksteenbedrijf Desimpel (gesticht in 1809) een industriële onderneming, onder de naam Desimpel Industries. Jarenlange investeringen en vernieuwingen zorgden ervoor dat de steenbakkerij uitgroeide tot een belangrijk Europees producent van gevelstenen en binnenmuurstenen. 
In 1991 nam een investeringsgroep onder leiding van Aimé Desimpel het noodlijdende aluminiumbedrijf Remi Claeys Aluminium over. In 2003 nam SAPA de meerderheid van de aandelen over van de familie Desimpel. In 1993 werd Desimpel door het tijdschrift Trends verkozen tot Manager van het Jaar. Hij was ook de eerste laureaat van de Vlaamse Ankerprijs, die de verankering van Vlaamse bedrijven aanmoedigt. 
In 1996 werden de Steenbakkerijen Desimpel verkocht aan de Britse holding Hanson. In 2002 kwam de groep Hanson in handen van de Groep Wienerberger, en zo ook de steenbakkerijen Desimpel. In Kortemark werkten 170 werknemers. In 1997 richtte Desimpel samen met negen West-Vlaamse investeerders het risicokapitaalfonds Creafund op. Deze c.v. werd gehuisvest in het Clintonpark in Roeselare, een vastgoedproject van Aimé Desimpel. In 2001 werd Immo Desimpel nv verkocht aan Accentis nv.
Desimpel was voorzitter, gedelegeerd bestuurder of bestuurder in meer dan 50 bedrijven. Bij zijn overlijden in 2002 telde het familie-imperium onder de naam De Speyebeek nv zo'n 200 vennootschappen.
Hij was eveneens voorzitter van het Bedrijvencentrum Westhoek, Ieper, Veurne en de voorzitter van de Kamer voor Handel en Nijverheid van de Westhoek.
De familie Desimpel behoort (met het bezit van ongeveer 50 miljoen euro) tot de 20 rijkste families van West-Vlaanderen.

## Hotelier
Met zijn ADS Leisure Group bouwde Desimpel een horecagroep uit in West-Vlaanderen. Deze zorgde voor de uitbating van onder andere;
- het eigen Domein De Vossenberg in Hooglede,
- het Thermae Palace Hotel met de Koninklijke Gaanderijen in Oostende, nadien uitgebaat door Apollo Hotels en Resorts.
- de site van de Wellingtonrenbaan in Oostende, met het VTM-café
- de Abdijhoeve in Oudenburg,
- De Cleene Veronycke in Brugge,
- ADS Catering in Oostende
- Velotel in Brugge, voordien Apollo Arthotel en nog daarvoor Scandic Brugge.

In 1995 kocht de Immo Dixmuda nv, deel van de groep Desimpel, het bedrijfsterrein van de oude bloemmolens in Diksmuide op. In 1995 werd het gebouw alsnog bij Ministerieel Besluit beschermd. In juli 2000 opende Desimpel er Westoria, een educatief en interactief streekmuseum. 
In 2001 bouwde Desimpel in Sint-Pieters bij Brugge op het Domein Ter Poel met zijn NV Immo Ter Poel een nieuw viersterrenhotel, dat uitgebaat zou worden door de Scandinavische hotelketen Scandic Hotels. Het gebouw zelf bleef eigendom van de nv. Gedurende een aantal jaren werd het hotel uitgebaat door Apollo Hotels en Resorts en werd er een ster aan toegevoegd. Sinds september 2013 is het hotel zelfstandig geworden onder de naam Velotel.

## Politicus
Aimé Desimpel was gemeenteraadslid in Kortemark, tijdens meerdere legislaturen. In 1988 kwam hij op met een eigen lokale partij NIEUW, en in 1994 trok hij de lijst van VLD-Kortemark. De VLD had meteen 8 verkozenen, en had de volstrekte meerderheid van CVP doorbroken. Een coalitie VLD-SP werd een feit. Ondanks zijn persoonlijk mooie resultaat, liet hij het burgemeesterschap aan partijgenoot Firmin Dupulthys. In 2000 duwde Desimpel de lijst van de VLD in Kortemark, en werd meteen opnieuw verkozen als gemeenteraadslid.
In 1995 trad Desimpel in de nationale politiek. Hij trok de kamerlijst voor de VLD in de kieskring Veurne-Diksmuide-Ieper-Oostende en werd verkozen in de Kamer van volksvertegenwoordigers. In 1999 werd hij opnieuw verkozen, en behaalde VLD 2 van de 5 zetels van deze kieskring.
Sinds de verkiezingen van 1999 was hij in de Kamer ondervoorzitter van de Kamercommissie voor de Financiën en de Begroting. 
Na zijn overlijden in september 2002 werd hij in de Kamer opgevolgd door ondernemer Frans Verhelst uit Koekelare.